# 出版社
出版社是指从事书籍、报纸及刊物出版，通过经营獲得利益、名声或者知识积累目标的企业。它的主要工作是先付给作者一定的报酬，再把该作品通过合法的渠道进行市场推广和销售。

## 作品收集
- 出版社与作者主动联系签订和约，规定作者的利益、大致作品内容、截稿日期（仅限于知名度较大的作者）
- 出版社收到作者或作者经纪人的推荐信，由出版社推测该作品的市场价值。再与作者签约
- 出版社策划编辑，基于市场销售预测或第三方包销需求，策划包括书名、字数、定价、内容、体例、风格，甚至撰写部分样稿，然后组织其他专业人员及机构，根据方案完成图书编写工作
- 出版社版权代理方，引进国外已经出版图书 （或写作计划、选题意向等） 的版权，并组织专业人员翻译、改写

## 出版程序（中华人民共和国出版情况）
- 按新闻出版署相关行政规定和行业惯例，由相应职业资质的编辑、编辑部主任 （副主任） 、总编辑 （副总编辑） 对原作品进行包括“初审—复审—终审”的“三审”，并将相关书面审稿意见存档
- 需专题报批的相关类别和选题，提交相关机构组织专家进行出版审查，审查范围包括出版社的出版资质、编辑人员资质、作者资质和内容问题等。需专题报批的类别包括重大历史事件、人物的表述及评价，重大国策与党的路线、方针和政策，民族问题，宗教问题，军事与国防问题，外交问题，色情问题，等等。部分类别出版物必须交由相关专业出版社出版。审查有时会无限期拖延，意味选题自动否决；大部分情况下，会由相关审查部门出具审查结果，以及包括具体修改要求的审查意见
- “三审”及“专题报批”后，出版社申报选题并申请相关出版手续
- 编辑人员对原作品进行具体内容编辑，有时这个过程需与作者沟通，甚至退回作者修改
- 美术编辑对版式、封面进行设计
- 录排人员对书稿进行录入、排版与相关技术工作
- 确定印刷量和市场价格，有时这个工作是提前确定的
- 出国际标准书号[1]以及图书在版编目 （CIP） 数据、条码等
- 出胶片 （很少时候会用硫酸纸） ，交由印刷厂和装订厂进行印制
- 出版社技术人员检查蓝纸、毛书或对批量图书进行质量抽检
- 图书入库

## 市场推广
作品的销售量直接影响着出版社与作者的收入，所以出版社对作品的市场推广至关重要。其中的具体形式包括：作者专访、海报、出版前的新闻发布会、赠书活动、书评、作者签名售书等等。

## 出版社分类 （中华人民共和国行业情况）
从出版介质来说，出版社可分为
- 图书出版社
- 音像制品出版社（唱片公司）
- 杂志出版社等

从出版类别许可来说，出版社可分为
- 综合出版社
- 专业出版社

从出版经营性质来说，出版社可分为
- 公益性出版社
- 经营性出版社

## 版权问题
出版社和作者都有权力与义务对作品的版权进行保护。

## 近年趨勢
近年來，有相當數量的作家繞過出版社而直接在網絡上發表作品或自行出版書籍，削弱了出版商在出版業界擔當的角色，而網絡上日漸盛行的盜版問題亦對出版商的盈利構成影響。